# Platystemma
Platystemma, rod gesnerijevki iz podtribusa Leptoboeinae, dio tribusa Trichosporeae. Jedina vrsta je P. violoides, , iz južnog Tibeta, Nepala, Butana i sjeverne Indije.

## Etimologija
Ime roda dolazi od grčkog grčkog πλατυς, platys = širok, ravan; i στεμμα, stemma = kruna, cvjetni vijenac; naziv znači da (kratkocijevi) vjenčić ima vrlo ravan krak (limb).

## Opis
Mala vitka biljka s okomitim rizomom. Zračni izdanci s jednim, sjedećim, okruglasto-srčastim, opnastim, dlakavim listom. Cime izbija iz pazušca lista, stabljika je vitka, ima 1 do nekoliko cvjetova, brakteole vrlo male, podlinijske. Čašičasti listići slobodni gotovo do baze, tvore široku zvončastu čašku. Vjenčić ljubičast, cijev kratka, krak širok, duboko dvostruk, režnjevi široko duguljasti, tupi. Prašnika 4, niti kratke, zakrivljene; prašnici vršno povezani; Nektarij prstenasti. Plod jajolik, vrh mnogo duži od jajnika, stigma neupadljiva. Čahura jajoliko duguljasta, lokulicidno (+ septicidno?) rascijepljena, djelomično zatvorena u postojanu čašku.

## Sinonimi
- Chirita violoides (Wall.) M.R.Almeida; Fl. Maharashtra 3B: 437 (2001)
- Didymocarpus hamosa Wall.; Numer. List no. 788 (1829), nom. inval.
- Platystemma majus Wall.; Pl. As. Rar. 2: 41. t. 42 (1831)
- Roettlera hamosa (Wall.) Kuntze; Revis. Gen. Pl. 2: 475 (1891), nom. inval.